# Ministère de la Recherche scientifique et de la Technologie
Le Ministère de la Recherche scientifique et de la Technologie est le ministère de la Science et de la Technologie de la République démocratique du Congo.  C'est le ministère responsable de l'Institut national pour la recherche biomédicale.En 2018, le ministre en exercice en est Evariste Heva Muakasa.